# Neoniphon
Neoniphon is een geslacht van straalvinnige vissen uit de familie van eekhoorn- en soldatenvissen (Holocentridae). Het geslacht is voor het eerst wetenschappelijk beschreven in 1875 door Castelnau.

## Soorten
- Neoniphon argenteus Valenciennes, 1831
- Neoniphon aurolineatus Liénard, 1839
- Neoniphon marianus Cuvier, 1829
- Neoniphon opercularis Valenciennes, 1831
- Neoniphon pencei Copus, Pyle & Earle, 2015
- Neoniphon sammara Forsskål, 1775